# Guangzhou International Challenger 2025 - Doppio
Il doppio del torneo di tennis professionistico Guangzhou International Challenger 2025, facente parte della categoria Challenger 75 nell'ambito dell'ATP Challenger Tour 2025, si è giocato dal 28 aprile al 4 maggio a Canton, in Cina. Tra le coppie partecipanti erano assenti Blake Ellis e Tristan Schoolkate, i detentori del titolo.
In finale Ray Ho e Matthew Romios hanno sconfitto Vasil Kirkov e Bart Stevens con il punteggio di 6–3, 6–4.

## Teste di serie
1. Ray Ho /  Matthew Romios (campioni)
2. Vasil Kirkov /  Bart Stevens (finale)

1. Blake Bayldon /  Reese Stalder (quarti di finale)
2. Daniel Cukierman /  Joshua Paris (semifinale)

## Wildcard
1. Cui Jie /  Te Rigele (primo turno)

1. Yang Zijiang /  Zeng Yaojie (primo turno)

## Alternate
1. Rio Noguchi /  Ajeet Rai (primo turno)

## Tabellone

### Legenda
| - Q = Qualificato - WC = Wild card - LL = Lucky loser | - ALT = Alternate - SE = Special Exempt - PR = Protected Ranking | - w/o = Walkover - r = Ritirato - d = Squalificato |

|  | Primo turno | Primo turno           | Primo turno           | Primo turno | Primo turno |  |  | Quarti di finale | Quarti di finale    | Quarti di finale    | Quarti di finale    | Quarti di finale    |   |   | Semifinali | Semifinali            | Semifinali            | Semifinali                | Semifinali                |   |   | Finale | Finale | Finale | Finale | Finale |  |
|  |             |                       |                       |             |             |  |  |                  |                     |                     |                     |                     |   |   |            |                       |                       |                           |                           |   |   |        |        |        |        |        |  |
|  | 1           | R Ho M Romios         | R Ho M Romios         | 6           | 6           |  |  |                  |                     |                     |                     |                     |   |   |            |                       |                       |                           |                           |   |   |        |        |        |        |        |  |
|  | Alt         | R Noguchi A Rai       | R Noguchi A Rai       | 3           | 3           |  |  | 1                | R Ho M Romios       | 5                   | 6                   | [10]                |   |   |            |                       |                       |                           |                           |   |   |        |        |        |        |        |  |
|  |             | R Ramanathan F Sun    | R Ramanathan F Sun    | 7           | 6           |  |  |                  | R Ramanathan F Sun  | 7                   | 4                   | [4]                 |   |   |            |                       |                       |                           |                           |   |   |        |        |        |        |        |  |
|  |             | FC Alcantara P Isaro  | FC Alcantara P Isaro  | 5           | 2           |  |  |                  |                     |                     |                     |                     |   |   | 1          | R Ho M Romios         | R Ho M Romios         | 6                         | 6                         |   |   |        |        |        |        |        |  |
|  | 4           | D Cukierman J Paris   | D Cukierman J Paris   | 6           | 7           |  |  |                  |                     | 4                   | D Cukierman J Paris | D Cukierman J Paris | 3 | 2 |            |                       |                       |                           |                           |   |   |        |        |        |        |        |  |
|  | WC          | J Cui R Te            | J Cui R Te            | 2           | 5           |  |  | 4                | D Cukierman J Paris | 7                   | 3                   | [10]                |   |   |            |                       |                       |                           |                           |   |   |        |        |        |        |        |  |
|  |             | Ja Delaney L Tu       | Ja Delaney L Tu       | 6           | 6           |  |  |                  | Ja Delaney L Tu     | 65                  | 6                   | [8]                 |   |   |            |                       |                       |                           |                           |   |   |        |        |        |        |        |  |
|  | WC          | Z Yang Y Zeng         | Z Yang Y Zeng         | 3           | 4           |  |  |                  |                     |                     |                     |                     |   |   | 1          | Ray Ho Matthew Romios | Ray Ho Matthew Romios | 6                         | 6                         |   |   |        |        |        |        |        |  |
|  |             | K Pearson C Sinclair  | K Pearson C Sinclair  | 65          | 2           |  |  |                  |                     |                     |                     |                     |   |   |            |                       | 2                     | Vasil Kirkov Bart Stevens | Vasil Kirkov Bart Stevens | 3 | 4 |        |        |        |        |        |  |
|  |             | J-s Nam T Yuzuki      | J-s Nam T Yuzuki      | 7           | 6           |  |  |                  | J-s Nam T Yuzuki    | J-s Nam T Yuzuki    | 6                   | 6                   |   |   |            |                       |                       |                           |                           |   |   |        |        |        |        |        |  |
|  |             | H Grenier C Lestienne | H Grenier C Lestienne | 4           | 4           |  |  | 3                | B Bayldon R Stalder | B Bayldon R Stalder | 2                   | 2                   |   |   |            |                       |                       |                           |                           |   |   |        |        |        |        |        |  |
|  | 3           | B Bayldon R Stalder   | B Bayldon R Stalder   | 6           | 6           |  |  |                  |                     |                     |                     |                     |   |   |            | J-s Nam T Yuzuki      | J-s Nam T Yuzuki      | 61                        | 4                         |   |   |        |        |        |        |        |  |
|  |             | Y-h Hsu A Wang        | Y-h Hsu A Wang        | 7           | 6           |  |  |                  |                     | 2                   | V Kirkov B Stevens  | V Kirkov B Stevens  | 7 | 6 |            |                       |                       |                           |                           |   |   |        |        |        |        |        |  |
|  |             | Je Delaney O Jasika   | Je Delaney O Jasika   | 65          | 2           |  |  |                  | Y-h Hsu A Wang      | Y-h Hsu A Wang      | 5                   | 2                   |   |   |            |                       |                       |                           |                           |   |   |        |        |        |        |        |  |
|  |             | E Agafonov A Kačmazov | E Agafonov A Kačmazov | 3           | 4           |  |  | 2                | V Kirkov B Stevens  | V Kirkov B Stevens  | 7                   | 6                   |   |   |            |                       |                       |                           |                           |   |   |        |        |        |        |        |  |
|  | 2           | V Kirkov B Stevens    | V Kirkov B Stevens    | 6           | 6           |  |  |                  |                     |                     |                     |                     |   |   |            |                       |                       |                           |                           |   |   |        |        |        |        |        |  |